# Gehrhof (Seehausen)
Gehrhof ist ein Wohnplatz im Ortsteil Behrend der Hansestadt Seehausen (Altmark), im Landkreis Stendal in Sachsen-Anhalt.

## Geografie
Der Gehrhof ist ein Hof in der Altmark. Er liegt vier Kilometer südöstlich der Stadt Seehausen (Altmark) am Flüsschen Biese in der Wische.
Nachbarorte sind Biesehof im Norden, Falkenberg im Osten, Dobbrun im Süden und Behrend im Südwesten.

## Geschichte
Gehrhof wurde erstmals am 9. April 1427 erwähnt, als Markgraf Johann zu Brandenburg und Burggraf zu Nürnberg den Hans Boldewin mit dem „hoff ctzum gere“ gelegen an der „feltmarken czu Berne“ belehnte. Am 1. April 1436 belehnte der Markgraf Johann Arnd und Otto Boldewin mit dem Hofe zu „unden“, der zum Hofe „czum gere“ gehörte. Weitere Nennungen sind 1443 Gerhoff, 1518 de Gerhoff vp der Bese belegen und 1608 Gerhoff.  1745 gab am Rittersitz Gehrhof es eine Mühle und eine Schäferei. Die Windmühle stand am Anfang des 20. Jahrhunderts am südlichen Ortsausgang, war 1932 aber nicht mehr vorhanden. 1796 wurde vom Gut Alten-Gehre berichtet: „eigentlich nur ein Vorwerk hat aber einen vortrefflichen Boden“. Im Jahre 1804 lebten im adligen Gut Gehrhof zwei Einlieger und ein Fischer. Es „wird wegen den guten Bodes ganz zur Fettweide genutzt“. Im Jahre 1807 wurde der Ort als Weiler Gehrhoff und 1810 als Weiler Gehrdorf im Kanton Bretsch im Königreich Westphalen benannt. 1842 wurde Gehrhof als landtagsfähiges Rittergut auf einer Insel der Biese beschrieben.
Das Herrenhaus steht auf der Stelle einer alten Burg. Der Hof gehörte ab 1460 der Familie von Jagow, von 1919 bis 1921 einer Erbengemeinschaft des Grafen Heinrich von Schlieffen, ab 1921 bis 1946 der Familie Schulte-Hiltrop. 1946 wurden die Eigentümer durch die Bodenreform enteignet und das Land am 16 Neubauern vergeben. Später bewirtschaftete die Landwirtschaftliche Produktionsgenossenschaft „Gehrhof“ den Hof.
Nach 1990 konnten Angehörige der Familie Schulte-Hiltrop einen Teil der enteigneten Gebäude und Ländereien von der Treuhandanstalt beziehungsweise ihrer Nachfolgeorganisation erwerben.

### Herkunft des Ortsnamens
Der Name könnte vom deutschen Vornamen Ger oder Gero abgeleitet worden sein.

### Wüstung Unden
Nach einer Urkunde von 1432 lag Unden zwischen Seehausen und Behrend. Wilhelm Zahn berichtete 1909: „Nun liegt fast 1 Kilometer nordwestlich von Behrend auf der Flur dieses Dorfes, von der Eisenbahn Stendal–Wittberge durchschnitten das Räckendorfer Kossatenland. Ein Wüstung Räckendorf ist aber in dieser Gegend nicht nachweisbar, vielleicht ist es die alte Feldmark von Unden, deren letzte Bewohner sich als Kossaten in Behrend niedergelassen haben.“

### Eingemeindungen
Am 30. September 1928 wurde der Gutsbezirk Gehrhof aus dem Landkreis Osterburg mit der Landgemeinde Behrend vereinigt. Nach der Eingemeindung von Behrend nach Seehausen (Altmark) am 1. Februar 1974 gehörte der Ortsteil Gehrhof zur Stadt Seehausen. Heute wird Gehrhof nur noch als Wohnplatz des Seehausener Ortsteils Behrend aufgeführt.

### Einwohnerentwicklung
| Jahr | Einwohner |
| ---- | --------- |
| 1775 | 27        |
| 1789 | 33        |
| 1798 | 34        |
| 1801 | 28        |
| 1818 | 32        |

| Jahr | Einwohner |
| ---- | --------- |
| 1840 | 50        |
| 1864 | 44        |
| 1871 | 37        |
| 1885 | 44        |
| 1892 | [0]38     |

| Jahr | Einwohner |
| ---- | --------- |
| 1895 | 58        |
| 1905 | 63        |
| 1910 | [0]75     |
| 1925 | [0]52     |

Quelle wenn nicht angegeben:

## Religion
Die evangelischen Christen aus Gehrhof gehören zur Kirchengemeinde Behrend, die früher zur Pfarrei Dobbrun gehörte, und vom Pfarrbereich Seehausen des Kirchenkreises Stendal im Propstsprengel Stendal-Magdeburg der Evangelischen Kirche in Mitteldeutschland betreut wird.

## Wirtschaft
Ein kleiner Hof mit Bio-Landwirtschaft, Schwerpunkt Grünland.